# Alan Gregov
Alan Gregov, es un exjugador de baloncesto croata nacido el 1 de abril de 1970, en Zadar, RFS Yugoslavia. Con 1.91 de estatura, jugaba en la posición de base. Consiguió 4 medallas en competiciones internacionales con Croacia, las únicas medallas que tiene la selección balcánica, que consiguió en las cuatro competiciones siguientes a su independencia. Es primo de los también exbaloncestistas Marko Popović y Arijan Komazec.

## Equipos
- 1991-1994 KK Zadar
- 1994-1998 Cibona Zagreb
- 1998-1999 Anwil Włocławek
- 1999-2000 Śląsk Wrocław
- 2000-2001 KK Split
- 2001-2002 Prokom Sopot
- 2002-2003 Aris Salónica
- 2003 Śląsk Wrocław
- 2003-2004 Apollon Patras